# کوشکول (شهرستان کارماسکالینسکی، باشقیرستان)
کوشکول (انگلیسی: Kushkul, Karmaskalinsky District, Republic of Bashkortostan) یک شهرک در شهرستان کارماسکالینسکی استان باشقیرستان کشور روسیه است.